# Lednik Kaindy
Lednik Kaindy (ryska: Ледник Каинды) är en glaciär i Kirgizistan.   Den ligger i oblastet Ysyk-Köl Oblusu, i den östra delen av landet, 400 km öster om huvudstaden Bisjkek. Lednik Kaindy ligger 3 814 meter över havet.
Terrängen runt Lednik Kaindy är bergig. Runt Lednik Kaindy är det mycket glesbefolkat, med 5 invånare per kvadratkilometer. Det finns inga samhällen i närheten. Trakten runt Lednik Kaindy är permanent täckt av is och snö.